# 格蘭德河 (門多薩省)

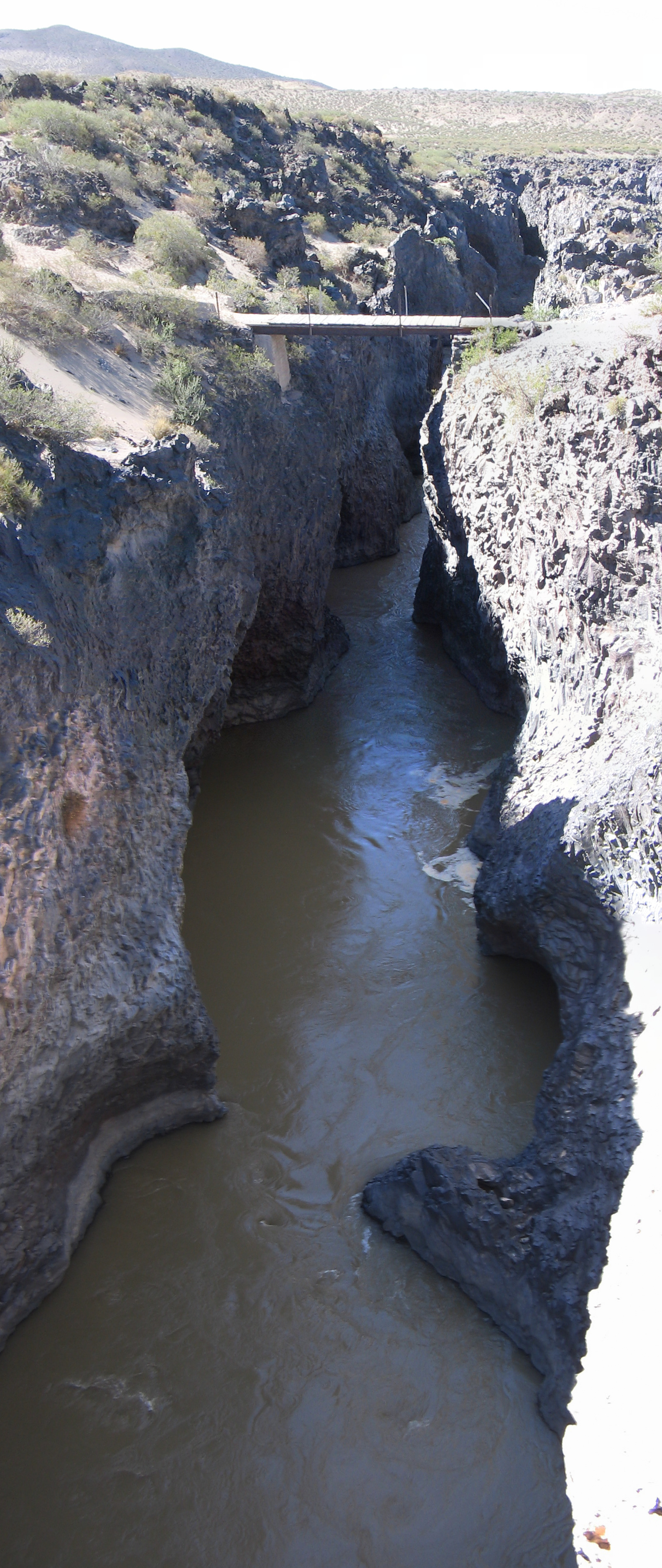
格蘭德河

格蘭德河（西班牙語：Río Grande）是阿根廷的河流，位於該國西南部門多薩省，距離馬拉圭125公里，河道全長275公里，流域面積10,872平方公里，發源自安第斯山脈，最終注入科羅拉多河。

## 外部連結
- Works in southern Mendoza - Trasvase Río Grande (in Spanish)